# Sân bay Mörön
Sân bay Mörön (IATA: MXV, ICAO: ZMMN) là một sân bay công cộng tại Mörön, tỉnh lị tỉnh Khövsgöl, Mông Cổ.

## Điểm đến
| Hãng hàng không | Các điểm đến |
| --------------- | ------------ |
| Aero Mongolia   | Ulaanbaatar  |
| Eznis Airways   | Ulaanbaatar  |